# Kunishi Motosuke
Kunishi Motosuke est un nom japonais traditionnel ; le nom de famille (ou le nom d'école), Kunishi, précède donc le prénom (ou le nom d'artiste).
Kunishi Motosuke (国司 元相, 1492-11 février 1592) est un samouraï du XVIe siècle au service du clan Mōri. Fils de Kunishi Arisuke, Motosuke sert comme obligé de Mōri Takamoto. Motosuke prend part au siège de Kōriyama. Il est plus tard choisi comme un des cinq bugyō du clan Mōri. Fait exceptionnel pour l'époque, Kunishi Motosuke atteint l'âge de cent ans.

## Source de la traduction
- (en) Cet article est partiellement ou en totalité issu de l’article de Wikipédia en anglais intitulé « Kunishi Motosuke » (voir la liste des auteurs).